# The Secret Life of My Secretary

The Secret Life of My Secretary (en coréen : 초면에 사랑합니다 ; lit : Je t'aimais depuis le début) est une série télévisée sud-coréenne de 2019 avec Kim Young-kwang, Jin Ki-joo, Kim Jae-kyung et Koo Ja-sung. Elle a été diffusée du 6 mai au 25 juin 2019,,.

## Synopsis
Un chef de département d'une entreprise de médias mobiles doit apprendre à connaître ses amis et ses ennemis après avoir perdu sa capacité à reconnaître les visages. Pour cela, il va devoir faire équipe avec sa secrétaire, la seule personne qu'il peut encore reconnaître.

## Distribution

### Personnages principaux
- Kim Young-kwang : Do Min-ik, un des directeurs de T&T Mobile.
- Jin Ki-joo : Jung Gal-hee, secrétaire de Do Min-ik.
- Kim Jae-kyung : Veronica Park / Park Ok-sun, PDG de la société de production cinématographique Cine Park.
- Koo Ja-sung : Ki Dae-joo, meilleur ami de Do Min-ik et dirigeant d'une autre équipe chez T&T Mobile Media.

### Personnages secondaires
- Jung Ae-ri : Sim Hae-ra, mère de Do Min-ik.
- Kim Min-sang : Sim Hae-yong, oncle de Do Min-ik, PDG de T&T Mobile.
- Jang So-yeon : Lee Eul-wang[5], secrétaire de Dae-joo.
- Seo Dong-won : Jung Joong-hee, frère aîné de Jung Gal-hee.
- Kim Ji-min : Jung Nam-hee, sœur cadette de Jung Gal-hee.
- Kim Hee-jung : Go Si-rye, mère de Jung Gal-hee.
- Baek Hyun-joo : Park Seok-ja[5], mère de Veronica.
- Kim Byung-chun : Goo Seok-chan[5], médecin de Do Min-ik.
- Han Ji-sun : Mo Ha-ni, secrétaire de Hae-yong.
- Son San : Goo Myung-jung, l'une des secrétaires de T&T Mobile Media.
- Choi Yoon-ra : Boo Se-young, l'une des secrétaires de T&T Mobile Media.
- Kwon So-hyun : Ha Ri-ra, l'une des secrétaires de T&T Mobile Media.
- Choi Tae-hwan : Eun Jung-soo[6], chauffeur de Do Min-ik.
- Lee Seung-hyung : Directeur Park, un des directeurs de T&T Mobile soutenant Sim Hae-yong.
- Kim Kyeong-ryong : Directeur Lee, un des directeurs de T&T Mobile soutenant Sim Hae-yong.
- Kwon Hong-suk : Directeur Kim Oh-chan, un des directeurs de T&T Mobile.

## Diffusion internationale
- Indonésie : diffusée sur Trans TV du 2 au 26 juillet 2019. Il s'agit de la dernière série coréenne diffusée dans la plage horaire du soir[7].
- Diffusée sur Netflix France depuis janvier 2020 en langue originale sous-titrée en français.